# Eckō Unlimited
 (février 2011).
Si vous disposez d'ouvrages ou d'articles de référence ou si vous connaissez des sites web de qualité traitant du thème abordé ici, merci de compléter l'article en donnant les références utiles à sa vérifiabilité et en les liant à la section « Notes et références ».
Eckō Unlimited est une marque de vêtements fondée par le graffeur Marc Ecko qui s'inspire de la mode urbaine et plus généralement hip-hop.

## Historique
Bien que Ecko Unlimited ait été fondée en 1993, le logo rhinocéros dit rhino n'apparut qu'au bout de quelques années.  Afin de se faire connaitre, Marc Milecofsky distribua des pochoirs (avec le rhino) et une bombe de couleur à chaque mendiant et une chaussure, leur promettant la deuxième quand la bombe serait finie. C'est ainsi que le rhinocéros se répandit partout à Los Angeles.
Au début spécialisée dans les tee-shirts, the world famous rhino brand comme elle est appelée s'est depuis diversifiée avec 12 lignes de vêtements. Ainsi on retrouve la ligne Ecko Unlimited pour les hommes, Eckored pour les femmes mais la marque s'est aussi invitée dans des domaines tels que les lunettes de soleil, dans les chaussures ou encore les montres.
Ecko Unlimited (qui regroupe toutes les marques du groupe) a eu un chiffre d'affaires de 300 millions de dollars pour la division hommes en 2002[réf. nécessaire].
En 2009, Marc Milecofsky vend 51% de sa société à Iconix Brand Group, Inc pour rembourser ses dettes. En 2013, Iconix acquiert les 49% restant du groupe Eckō Unlimited pour 45 millions de dollars, devenant ainsi actionnaire à 100% de la société fondée par Marc Milecofsky.

## Ambassadrices
- Vanessa Hudgens
- Ashley Tisdale
- André Boucher

## Marques affiliées
- Avirex Sportswear
- Zoo York